# シーウルフ (SSN-575)
| USS Seawolf (SSN-575) | |
| 艦歴                  | |
| 発注                  | 1952年7月21日 計画番号 SCB64A |
| 起工                  | 1953年9月7日 |
| 進水                  | 1955年7月21日 |
| 就役                  | 1957年3月30日 |
| 退役                  | 1987年3月30日 |
| 除籍                  | 1987年7月10日 |
| その後                | 原子力艦再利用プログラムにより、 1996年10月1日から 1997年9月30日にかけて解体。 |
| 性能諸元              | |
| 排水量                | 水上3,260トン, 水中4,110トン |
| 全長                  | 102.9m |
| 全幅                  | 8.4m |
| 吃水                  | 6.7m |
| 予備浮力              | 14.6% |
| 機関                  | 原子力ギアード・タービン方式 GE S2G型溶融金属冷却型原子炉（1958～1960年の改装後はWEC S2Wa型加圧水型原子炉）×1基 蒸気タービン×2基、15,000SHP 4翼スクリュー×2軸 ガピーI型電池×126個1群 |
| 最大速                | 水上：最大23ノット (43 km/h) 水中：最大19ノット (35 km/h) |
| 乗員                  | 105名（士官12名、先任兵曹13名、下士官兵80名） |
| 兵装                  | 21インチ (533 mm)魚雷発射管6基 魚雷×22 Mk101水中射撃指揮装置 |
| ソナー                | SQS-4、BQR-4A |

シーウルフ (USS Seawolf, SSN-575) は、アメリカ海軍の攻撃型原子力潜水艦。艦名はオオカミウオ科の海水魚であるシーウルフに因む。その名を持つ艦としてはサーゴ級潜水艦10番艦(SS-197)以来3隻目。なお、退役から10年後にシーウルフ級原子力潜水艦1番艦として、4代目シーウルフ (SSN-21)が就役している。同型艦はない。
シーウルフはノーチラス (USS Nautilus, SSN-571) と同じく、1952年度計画で建造された原潜であった。ノーチラスが軽水を冷却材および減速材とする加圧水型原子炉を搭載したのに対し、液体ナトリウムを冷却材・ベリリウムを減速材とする溶融金属冷却原子炉を搭載した。この型の原子炉は、加圧水型のような高圧を必要としないので軽量化が可能であり、冷却材循環ポンプの騒音を軽減できる反面で、保守管理が困難（冷却材の凝固、管系の腐食）である。それにもかかわらず、建造が決定されたのは、当時未知数であった艦船用原子炉技術に対する不安から、異なる方式の原子炉を搭載する艦を建造しておき、ノーチラスとその軽水炉が失敗したときの保険とするためであった。しかし、軽水炉を搭載したノーチラスが成功を収める一方で、本艦のS2G型原子炉は不調であり、冷却剤漏出事故を始めとする技術的困難や、それに伴う財政的負担が懸念されたことに加えて、ノーチラスの軽水炉の成功が評価されたため、溶融金属炉は放棄が決定された。

## 艦歴
シーウルフは1953年9月7日にコネチカット州グロトンのジェネラル・ダイナミクス、エレクトリック・ボートで起工する。1955年7月21日にW・ステアリング・コール夫人によって命名、進水し、1957年3月30日に艦長R・B・ラニング中佐の指揮下就役した。
後に第39代アメリカ合衆国大統領となるジェームズ・アール「ジミー」カーター中尉はシーウルフにエンジニアリング士官として乗り組む予定であったが、父親が1953年に死去したためその任を辞退した。
1956年8月20日、繋留状態での初の全力運転中に冷却材漏出事故を起こし、1957年1月21日の就役前公試からは運転出力に制限（最大出力の80%以下）が課され、最大速力の低下を余儀なくされた。1957年5月16日から8月5日まで母港のコネチカット州ニューロンドンからフロリダ州キー・ウェストまで、長期間にわたって潜航したままの潜水艦内における環境維持の実験に参加した。1958年、60日間の長期間艦内環境管制実験に従事した後、1958年から1960年にかけての改装で加圧水型のS2Wa型に換装された。
1969年1月、地中海でのNATO演習に参加するため母港から出航するが、海底山脈との接触のため舵を損傷、同年3月20日まで修理のため行動不能。1970年11月9日、太平洋潜水艦隊に配属。1971年1月9日から1973年6月21日まで、カリフォルニア州メア・アイランド海軍工廠にて電子情報収集及び分析装置、有線式遠隔観測機（通称「フィッシュ」）2基を搭載する特殊任務用改造を受けた（この場合の「特殊任務」とは、ソ連領海に侵入しての情報収集任務を意味する）。改装後9月4日に、ワシントン州バンゴール基地に配属。解役されたハリバット (USS Halibut, SSGN/SSN-587) と交代し、2隻目の特殊任務艦としての任務に就いた。
1981年、オホーツク海の海底ケーブル盗聴任務遂行中に、荒天のため船体と機関に損傷を被り、1983年に修理を完了するがもはや高リスク任務には堪えないものとして、特殊任務に投入されることはなかった。
1986年4月、シーウルフは最後の西太平洋配備を完了し、退役準備のため6月にメア・アイランド海軍工廠に帰還した。シーウルフは1987年3月30日に退役し、7月10日に除籍された。その後原子力艦再利用プログラムに従って1996年10月1日に解体が開始され、作業は1997年9月30日に完了した。